# Vrata od Ploča
Vrata od Ploča su istočni ulaz u dubrovački stari grad, a nalaze se u dijelu Ploče, po kojem su i dobila ime. 
Vrata od Ploča su podignuta na istom načelu kao i Vrata od Pila tj. s vanjskim i unutarnjim vratima, s kamenim mostom preko opkopa i drvenim mostom na podizanje. Vanjska su vrata izgrađena 1450. godine, izgradio ih je Simon della Cava, a most s jednim lukom podignut je godinu dana ranije po uzoru na stari most pred Vratima od Pila.
Unutarnja su vrata izgrađena u romaničkom stilu, kao i lik sv. Vlaha nad njima. Do unutarnjih su vrata, za vrijeme austrijske okupacije u 19. stoljeću, probijena još jedna, mnogo šira, vrata.

## Vanjske poveznice
- Društvo prijatelja dubrovačke starine  Arhivirana inačica izvorne stranice od 26. lipnja 2012. (Wayback Machine)